# 鲁贡
鲁贡（法語：Rougon，法語發音：[ʁuɡɔ̃]）是法国上普罗旺斯阿尔卑斯省的一个市镇，属于卡斯泰拉讷区。

## 地理
鲁贡（43°47'54"N, 6°24'7"E）面积35.83 平方千米，位于法国普罗旺斯-阿尔卑斯-蓝色海岸大区上普罗旺斯阿尔卑斯省，该省份为法国东南部内陆省份，北起上阿尔卑斯省，西接沃克吕兹省，西北接德龙省，南至瓦尔省，东临滨海阿尔卑斯省，东北部与意大利接壤。
与鲁贡接壤的市镇（或旧市镇、城区）包括：布略、卡斯泰拉讷、韦尔东河畔拉帕吕、艾吉讷、特里冈斯。

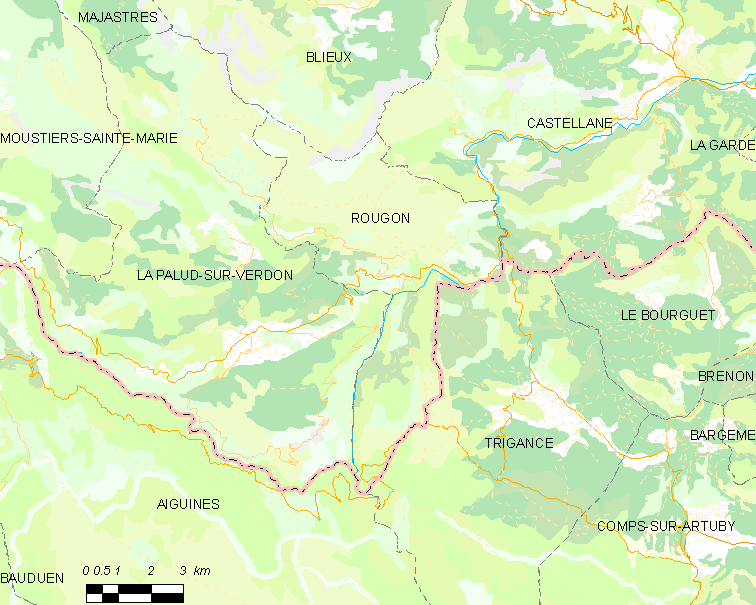
鲁贡的OSM定位图

鲁贡的时区为UTC+01:00、UTC+02:00（夏令时）。

## 行政
鲁贡的邮政编码为04120，INSEE市镇编码为04171。

## 政治
鲁贡所属的省级选区为卡斯泰拉讷县。

## 人口

1962-2008年间鲁贡人口变化图示

鲁贡于2022年1月1日时的人口数量为120人。